# راؤول فالنسيا
راؤول فالنسيا (بالإسبانية: Raúl Valencia)‏ هو لاعب كرة قدم إسباني في مركز الدفاع، ولد في 20 مارس 1976 في إشبيلية في إسبانيا، وتوفي في 19 أكتوبر 2012. لعب مع ريال مايوركا ب ونادي ألباسيتي ونادي جيرونا ونادي خيريث ونادي سبتة.